# Бохтинське сільське поселення
Бохти́нське сільське поселення (рос. Бохтинское сельское поселение) — сільське поселення у складі Александрово-Заводського району Забайкальського краю Росії.
Адміністративний центр — село Бохто.

## Історія
2011 року було ліквідоване Другококуйське сільське поселення (село Кокуй 2-й), територія увійшла до складу Бохтинського сільського поселення.

## Населення
Населення сільського поселення становить 562 особи (2019; 738 у 2010, 953 у 2002).

## Склад
До складу сільського поселення входять:
| Населений пункт      | Населення, осіб (2002) | Населення, осіб (2010) |
| -------------------- | ---------------------- | ---------------------- |
| Бохто, село          | 523                    | 395                    |
| Верхній Аленуй, село | 210                    | 175                    |
| Кокуй 2-й, село      | 220                    | 168                    |